# Problema de Fermi

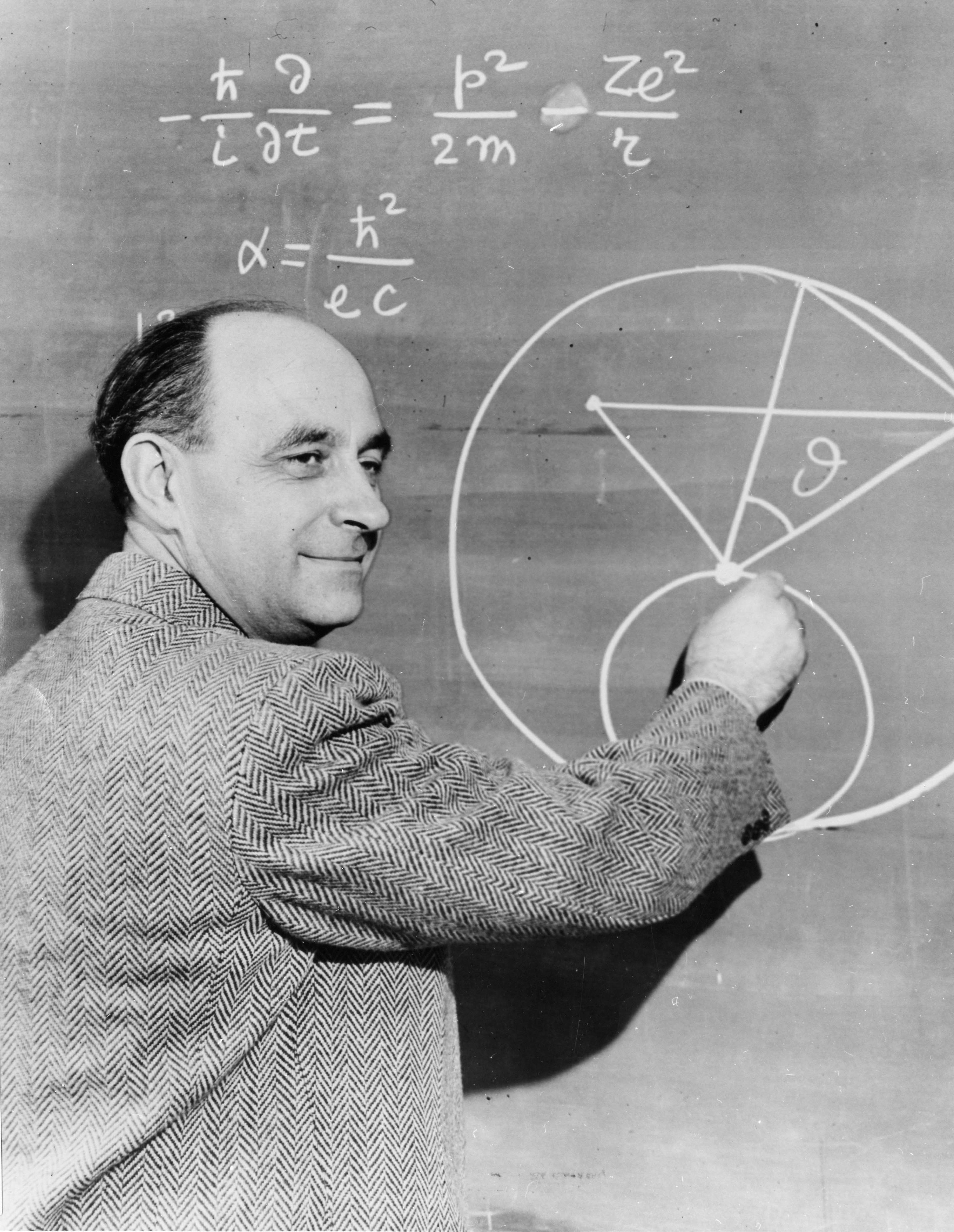
Fermi no Courtesy Argonne National Laboratory

Na física, particularmente na física educacional, um problema de Fermi, pergunta de Fermi ou estimativa de Fermi é um problema de estimação projetado para ensinar análise dimensional, aproximação, e a importância de identificar claramente suposições. Nomeado pelo físico do século XX Enrico Fermi, tais problemas tipicamente envolvem fazer suposições justificadas sobre as quantidades que parecem impossíveis de calcular dada a informação disponível limitada.
Ao se solucionar um problema de Fermi não se pretende que alguém responda com exatidão, nem com precisão extrema. Se trata de estimar um número. Tão melhor será sua estimativa, quanto mais ricas forem suas considerações de variáveis e dados utilizados para o processo em questão. Naturalmente, requer uma quantidade de conhecimento real para a escolha dos parâmetros, bem como certo senso científico para a escolha correta das informações relevantes ao problema.
Desta forma, a solução de um problema de Fermi é realizada com as informações que se tem a mão, mas envolvem suposições justificadas sobre quantidades e suas variâncias nos limites superiores e inferiores. Sua principal característica é a utilização de pressupostos simplificados e ao mesmo tempo pertinentes ao problemas. Assim, soluções aos problemas de Fermi são mais que simples palpites, entretanto são menos que cálculos precisos.

## Exemplos

### Bomba atômica
Fermi conseguiu estimar de maneira muito precisa, a força da bomba atômica que foi detonada no Teste Trinity. A bomba, desenvolvida por Fermi e outros cientistas do Projeto Manhattan, foi estimada em 10 quilotons, um valor bem próximo do real que hoje se tem conhecimento, que é 20 quilotons. Para tal estimativa, Fermi rasgou uma folha de papel em pedaços pequenos. Quando sentiu o primeiro tremor da onda de choque se espalhando pelo ar, ele lançou os fragmentos de papel acima de sua cabeça. Esses papeis se agitaram para baixo e para longe da nuvem em forma de cogumelo que estava se formando no horizonte, caindo cerca de dois metros trás dele. Depois de breve cálculo mental, Fermi concluiu que a energia liberada pela bomba seria o equivalente a um milhão de toneladas de TNT.

### Afinadores de piano
Um outro problema clássico de Fermi, é a estimativa de quantos afinadores de piano existiam em Chicago. A solução para este problema envolve a tomada de alguns pressupostos, e a multiplicação dos fatores. Primeiro, devemos assumir algumas hipóteses:
1.      Existem aproximadamente 9 milhões de pessoas morando em Chicago
2.      Existem, em média, duas pessoas morando em cada casa em Chicago
3.      Uma casa em vinte possui um piano que é afinado regularmente
4.      Pianos que são afinados regularmente, são afinados em média uma vez ao ano
5.      Leva para um afinador de piano, em média, duas horas para afinar um piano, contando a viagem
6.      Cada afinador de piano trabalha 8 horas por dia, 5 dias na semana e 50 semanas ao ano
Vale lembrar que a resposta vai estar tão boa quanto as suposições feitas, ou seja, para resultados próximos do real, é necessário que as suposições feitas sejam plausíveis.
Portanto, para calcular o número de afinadores, primeiro descobrimos quantas afinações de piano são feitas por ano. Assim temos que
(9 milhões de pessoas) / (2 pessoas por casa) X (1/20 casas que possuem piano) X (1 afinação do piano por ano) = 225 mil afinações por ano
Agora, calculamos quantas afinações de piano cada afinador de piano faz em um ano. Para isso temos que
(50 semanas/ano) X (5 dias por semana) X (8 horas por dia) / (2 horas cada afinação) = 1000 afinações de piano por afinador de piano
Dividindo, um pelo outro, chegamos ao número de afinadores de piano na cidade de Chicago
(225 mil pianos afinados por ano em Chicago) / (1000 afinações de piano por afinador de piano) = 225 afinadores de piano em Chicago.
O número verdadeiro de afinadores de piano era cerca 290 afinadores. Isso mostra que o número estimado é compatível com o real.

## Explicação
As estimativas de Fermi funcionam, pois, os termos individuais do problema estão normalmente próximos ao real, e as variáveis superestimadas ou subestimadas se anulam. No cálculo dos afinadores de piano existentes na cidade de Chicago por exemplo, como as estimativas individuais condiziam com a realidade, ao se multiplicar todos os termos, o resultado também foi próximo do real. E este número obtido é mais plausível do que se fosse suposto sem nenhum pressuposto.
Multiplicando as estimativas correspondentes a adição de seus logaritmos, obtêm-se um processo de Wiener, ou passeio aleatório na escala logarítmica, que se difunde com o {\displaystyle {\sqrt {n}}} (numero de termos n). Em termos discretos, o número de superestimativas menos o número de subestimativas dará uma distribuição binomial. Em termos contínuos, se faz uma estimativa de n passos, com unidades de desvio padrão σ na escala logarítmica de valor real, em seguida, a estimativa global terá σ{\displaystyle {\sqrt {n}}} desvio padrão, uma vez que o desvio padrão de uma soma ajustada à medida em {\displaystyle {\sqrt {n}}} no número de somados.
Por exemplo, se fazemos uma estimativa de 9 passos, e em cada etapa superestimar ou subestimar o número correto em duas unidades, ou seja, por um desvio padrão igual a 2, depois de 9 passos o erro padrão terá crescido por um fator logaritmo de {\displaystyle {\sqrt {9}}=3}, de modo {\displaystyle 2^{3}=8}. Assim, espera-se que o valor correto esteja no intervalo de 1/8 até 8 vezes mais o valor encontrado (dentro de uma ordem de magnitude). Se a estimativa for mais precisa, a estimativa global será correspondentemente melhor.

## Utilizações
Este tipo de estimativa é normalmente feito por cientistas antes de recorrerem a cálculos mais precisos. Isto ocorre pois, a partir do método de Fermi, é possível estimar a grandeza da qual o problema está tratando. Partindo de cálculos mais precisos, muitas vezes um erro grotesco pode ficar escondido e não ser observado. Porém, quando se tem uma estimativa da resposta, caso os cálculos precisos estejam muito divergentes da estimativa de Fermi, um erro pode ser detectado. É aconselhável que a estimativa venha antes do cálculo, pois uma vez que se tenha conhecimento prévio da resposta precisa, a estimativa pode ser tendenciosa e direcionada ao número que se espera obter.
Esta estimativa também pode ser utilizada para a escolha do método em que os cálculos precisos vão se apoiar. Por exemplo, caso queira medir a tensão interna de uma estrutura, a estimativa pode ajudar para saber se essa tensão é suficientemente baixa para fazer os cálculos por elasticidade linear.
As estimativas também podem ser úteis para análise de mercado. Tomando o exemplo acima de afinadores de pianos em Chicago, caso alguém esteja pensando em entrar no mercado de afinadores de piano, este cálculo se torna útil para saber o quão saturado está o mercado de afinadores e analisar a viabilidade de se entrar no negócio. Para minimizar os erros e o desvio padrão, algumas suposições podem ser melhoradas. Entre elas está o número de moradores da cidade de Chicago. Ao pegar o número exato de pessoas, o erro já é minimizado.

## Paradoxo de Fermi
Outro exemplo para um problema de estimativa de Fermi, é a chamada Equação Drake, elaborada pelo astrônomo Frank Drake. Este problema estima o número de civilizações inteligentes na Via Láctea. Este número ultrapassa 10 mil civilizações.
O paradoxo desta questão está no porquê de nenhuma civilização nunca ter feito contato conosco (ou nunca percebemos) se existe muita chance de existir outras civilizações na nossa Galáxia. O erro está em nossos cálculos ou nossas observações?